# Joy to the World
Joy to the World är en engelsk julsång (christmas carol).
Texten är skriven av den engelske psalmdiktaren Isaac Watts och baserad på den 98 psalmen i Psaltaren ("Hylla Herren, hela världen"). Texten publicerades första gången 1719 i Watts samling The Psalms of David: Imitated in the language of the New Testament, and applied to the Christian State and Worship (Davids psalmer: Ett efterliknande av språket i Nya testamentet och anpassade till kristet bruk och andakt). Watts skrev psalmtexten som en hyllning till Kristi återkomst till jorden snarare än som en julsång för att fira Kristi födelse. 
Lowell Mason satte musik till texten 1839. Masons musik bygger på en melodi som tidigare tillskrivits Händel då flera takter liknar musiken ur Händels oratorium Messias (förspelet till Comfort Ye samt inledningen till körsatserna Lift up your heads och Glory to God), men uppgiften att Händel är upphovsman till Joy to the World är således inte korrekt.

## Inspelningar i urval
- 1939 – svensk inspelning med titeln ”Gläd dig, o värld” på Hemmets Härold med anonym orkester.[4]
- 1954 – instrumental version inspelad av orkesterledaren Percy Faith på albumet Music of Christmas på Columbia.[5]
- 1965 – inspelning med Diana Ross & The Supremes på albumet Merry Christmas.[6]
- 1977 – svensk inspelning med Birgit Nilsson, med flera.[7]
- 1980 – inspelning med Johnny Cash på albumet Classic Christmas.[8]
- 1991 – svensk inspelning med Orphei Drängar på Christmas Music.[9]
- 1994 – inspelning med Mariah Carey på hennes album  Merry Christmas.[10] Singeln nådde 1995 en 33:e plats på den australiska listan.[11]
- 1995 – svensk inspelning med Barbara Hendricks, med flera.[12]
- 1997 – inspelning med Whitney Houston på albumet The Preacher's Wife: Original Soundtrack Album.[13]
- 2006 – svensk inspelning med Lunds Studentsångare med titeln ”Gläd dig du jord”.[14]